# Malthonica
Malthonica là một chi nhện trong họ Agelenidae.

## Các loài
Một số loài trong chi đã được chuyển đến các chi Aterigena và Tegenaria vào năm 2010.
- Malthonica africana Simon & Fage, 1922 – East Africa
- Malthonica daedali Brignoli, 1980 – Greece (Crete)
- Malthonica lusitanica Simon, 1898 – Portugal to France
- Malthonica minoa (Brignoli, 1976) – Greece (Crete)
- Malthonica oceanica Barrientos & Cardoso, 2007 – Portugal
- Malthonica paraschiae Brignoli, 1984 – Greece
- Malthonica spinipalpis Deltshev, 1990 – Greece